# Ц
Ц (gemen: ц) är en bokstav i det kyrilliska alfabetet. Den uttalas som ts i det svenska ordet "plats". Bokstaven tros härstamma från den hebreiska bokstaven tsadi (צ). Vid transkribering av ryska skriver man ts i svensk text och [ts] i IPA. Vid translitteration till latinska bokstäver enligt ISO 9 motsvaras bokstaven av c.

## Teckenkoder i datorsammanhang
| Teckenkoder        | Versal: Ц                   | Gemen: ц                  |
| ------------------ | --------------------------- | ------------------------- |
| Namn (Unicode)     | CYRILLIC CAPITAL LETTER TSE | CYRILLIC SMALL LETTER TSE |
| Kodpunkt (Unicode) | U+0426                      | U+0446                    |
| HTML               | &#1062;                     | &#1094;                   |